# Банчешти (Васлуј)
Банчешти (рум. Băncești) насеље је у Румунији у округу Васлуј у општини Воинешти. Oпштина се налази на надморској висини од 182 m.

## Становништво
Према подацима из 2002. године у насељу је живело 203 становника, од којих су сви румунске националности.